# Crematogaster ampullaris
Crematogaster ampullaris es una especie de hormiga acróbata perteneciente a la tribu Crematogastrini, de la subfamilia Myrmicinae, orden Hymenoptera.
Fue descrita por Smith en 1861. Aparece registrada y publicada en una sección de Journal and Proceedings of the Linnean Society of London. Zoology. 6. p. 36–48 de 1861.

## Distribución
Se distribuye por Asia, en Indonesia, Malasia, Filipinas y Tailandia.

## Hábitat
Habita en selvas y bosques tropicales. Se ha encontrado a elevaciones de 150-220 m s. n. m.